# روح‌الله قهرمانی چابک
روح‌الله قهرمانی چابک (۱۰ فروردین ۱۳۳۶ – ۹ خرداد ۱۳۹۶)سیاست‌مدار، دیپلمات و مهندس ایرانی بود. وی استاندار گیلان در دولت نهم و دهم و سفیر کبیر ایران (سفیر تام‌الاختیار) در کویت بوده‌است. قهرمانی نامزد انتخابات‌های سال ۱۳۹۰ و ۱۳۹۴ مجلس شورای اسلامی از حوزه انتخابیه رودسر و املش شده بود که از سوی شورای نگهبان رد صلاحیت شد.

## استانداری
قهرمانی که سابقه معاونت اداری و مالی استانداری گیلان را داشت، در سال ۱۳۸۶ به استانداری گیلان منصوب شد. در دورهٔ او پروژه‌های عمرانی نسبت به استانداران قبلی با سرعت بیشتری پیگیری شد. اختلاف او با نمایندگان گیلان در مجلس باعث برکناری او از استانداری در سال ۱۳۹۰ شد.
قهرمانی تا قبل از استانداری مسوولیت پروژه‌های عمرانی در نوشهر، کنگان و شرکت ملی نفت ایران، معاونت اداری ومالی استانداری و قائم مقامی سازمان تجاری – صنعتی انزلی را برعهده داشت. در زمان قهرمانی پروژه‌های عمرانی با شتاب بیشتر و روال بهتری انجام شد. اما اختلافات او با نمایندگان مجلس گیلان از جمله جبار کوچکی نژاد موجبات برکناری او را فراهم کرد تا وی به عنوان سفیر ایران در کویت انتخاب شود. قهرمانی چابک به دلیل برکناری مدیران اصولگرای استان زیر فشار شدید نمایندگان اصولگرای مجلس بود و حتی کوچکی نژاد از انتصاب او به عنوان سفیر ایران در کویت نیز انتقاد کرد. کوچکی نژاد در توضیح علل برکناری قهرمانی چابک به این مسئله تأکید داشت که «استاندار گیلان هم در بعد عملکرد عمرانی، فرهنگی و اجرای عدالت و هم در دیدگاه سیاسی و اعتقادی که بحث کلیت نظام است، دارای ایراداتی است» آن‌ها معتقد بودند که قهرمانی چابک در حالی که از دولت اصولگرا حکم دریافت کرده برخلاف جریان آن‌ها عمل می‌کند و از جریانات رقیب حمایت می‌کند.

## سفارت
روح‌الله قهرمانی چابک پس از پایان مسئولیت در استانداری گیلان، از اسفند سال ۱۳۸۹ تا سال ۱۳۹۲ سفیر فوق‌العاده و تام‌الاختیار جمهوری اسلامی ایران در کویت بود.
با ورود قهرمانی چابک به کویت در عملکرد سفارت و ارتباط آن با نهادهای کویتی، اعم از رسمی و مردمی تحول ایجاد شد، به‌طوری‌که فراهم آوردن تسهیلات برای سفر مردم کویت به شهرهای مختلف ایران، به خصوص به مشهد موجب افزایش تعداد زائران کویتی گردید و امروزه با افزایش تعداد پروازها به شهرهای متعدد ایران، هر ماهه شماری برای گردش، زیارت، درمان و دیگر فعالیت‌های تجاری و اقتصادی، راهی ایران می‌شوند. با پیگیری او، کمیته‌های حقوقی، بازرگانی و کنسولی دو کشور تشکیل شد. سفرهای متعدد رئیس‌جمهور، معاونان رئیس‌جمهور، وزرا و وزیر امور خارجه ایران به کویت و حضور مسئولان بلندپایه کویتی در ایران، بخشی از عملکرد قهرمانی چابک بود. قهرمانی چابک مرتباً از زندان بازدید می‌کرد و از احوال و اوضاع و مشکلات احتمالی زندانیان مطلع می‌شد و با تلاش او، قانون انتقال و مبادله زندانیان و اتمام مدت محکومیت در ایران اجرا شد. ده‌ها مصاحبه و اظهارنظر در جراید روزانه و مجلات هفتگی از وی درج شد.
مأموریت روح‌الله قهرمانی چابک، سفیر گیلانی جمهوری اسلامی ایران در کویت، در آبان ماه ۱۳۹۲ پایان یافت، در ملاقات خداحافظی روح‌الله قهرمانی چابک که در غیاب امیر کویت، با حضور ولیعهد این کشور، وزیر امور خارجه و سفرای کشورهای دیگر برگزار شد، از پیگیریها و خدمات روح‌الله قهرمانی چابک قدردانی و تجلیل شد. محمد صاحبی ـ یکی از ایرانیان مقیم و عضو گروه دوستی ایران و کویت نیز با انتشار یادداشتی در روزنامه «الوطن» با اشاره به عملکرد سی‌ماهه روح‌الله قهرمانی چابک در این کشور نوشت: «مهندس روح‌الله قهرمانی چابک، استاندار یکی از استانهای بزرگ و حساس جمهوری اسلامی ایران بود که با ایجاد طرحهای مهم عمرانی و صنعتی در استان گیلان، موفق شد پایگاه مردمی وسیعی کسب کند و از محبوبیت بالایی برخوردار باشد. این موفقیت چشمگیر در مدیریت استان ۵ میلیون نفره گیلان باعث شد تا دولت جمهوری اسلامی ایران به خاطر اهمیتی که برای روابط رو به گسترش با کویت قائل بود، وی را به عنوان سفیر فوق‌العاده و تام‌الاختیار به این کشور اعزام کند.»

## انتخابات‌ها

### انتخابات مجلس نهم ۱۳۹۰
روح‌الله قهرمانی چابک در حالی که سفیر فوق‌العاده و تام‌الاختیار جمهوری اسلامی ایران در کشور کویت بوده‌است برای شرکت در نهمین دوره انتخابات مجلس شورای اسلامی از حوزه انتخابیه رشت کاندیدا شده بود و در حالیکه مورد تأیید کامل مراجع چهارگانه طبق قانون انتخابات بوده‌است، رد صلاحیت شد. در زمان اتفاقات پس از انتخابات سال ۱۳۸۸ در مراقبت از دانشجویان و معترضان به نتایج انتخابات، در مقابل بسیاری از عوامل تندرو و خشونتهای آن‌ها ایستاد به‌طوری‌که حتی مورد حمله بعضی از آن‌ها در مقابل درب دانشکده علوم پایه دانشگاه گیلان قرار گرفت. عاملان آن هم طرفداران جبار کوچکی نژاد و اصولگرایان تند رو بودند. با رد صلاحیت وی، مشارکت مردم کاهش قابل توجه در حوزه انتخابیه داشته‌است.

### انتخابات مجلس دهم ۱۳۹۴
قهرمانی نامزد انتخابات سال ۱۳۹۴ مجلس شورای اسلامی از حوزه انتخابیه رودسر و املش شد که صلاحیت وی از سوی شورای نگهبان رد شد.

## درگذشت
قهرمانی در تاریخ ۹ خرداد ۹۶ به دلیل ایست قلبی درگذشت. و در میانده چابکسر به خاک سپرده شد. محمود احمدی‌نژاد رئیس‌جمهور سابق ایران در پیامی درگذشت او را تسلیت گفت و در مراسم چهلم او شرکت کرد.

## سوابق تحصیلی
- مهندسی سیویل (راه و ساختمان) از دانشگاه ITI آمریکا[۱۷]
- فوق لیسانس مدیریت[۱۸]
- دکترای اقتصاد[۱۹]

## مسئولیت و فعالیت‌ها
- رئیس هیئت مدیره مجتمع فرهنگی ورزشی (تله کابین) توچال تهران
- مجری و مدیر ملی طرح شهرستان نمونه اقتصاد مقاومتی از سال ۱۳۹۳
- سفیر فوق‌العاده و تام‌الاختیار جمهوری اسلامی ایران در کشور کویت
- استاندار گیلان
- معاون هماهنگی امور عمرانی استانداری گیلان
- معاون برنامه‌ریزی و اداری مالی استانداری گیلان
- معاون هماهنگی امور عمرانی استانداری مازندران
- معاون هماهنگی امور عمرانی استانداری چهارمحال و بختیاری
- عضو اصلی هیئت امناء دانشگاه گیلان
- عضو اصلی هیئت امناء دانشگاه علوم پزشکی گیلان
- قائم مقام و عضو اصلی هیئت مدیرهٔ منطقة آزاد تجاری ـ صنعتی بندر انزلی
- رئیس هیئت مدیرهٔ شهر صنعتی رشت
- رئیس هیئت مدیرهٔ سازمان همیاری شهرداریهای استانهای گیلان و مازندران
- رئیس شوراهای فنی، اشتغال و سرمایه‌گذاری استانهای گیلان و مازندران
- رئیس کارگروه‌های گردشگری، امور زیربنایی، صنعت و معدن، معماری و شهرسازی، کشاورزی، فنی و حرفهای، فناوری اطلاعات، توسعة صادرات غیرنفتی و… استانهای گیلان و مازندران
- عضو هیئت مدیرهٔ شرکت شهرکهای صنعتی استانهای گیلان و مازندران
- مسئول دستگاه نظارت طرحهای عمرانی دانشگاه عالی علوم دریایی نوشهر
- مسئول دپارتمان سیویل و معماری طرح گاز طبیعی (پالایشگاه) ولیعصر کنگان
- مدیر اجرایی طرح بزرگ شهر مسکونی شرکت ملی نفت ایران
- مدیرکل فنی دانشگاه علوم پزشکی و بهداشت و درمان استان اصفهان
- مدیر اجرایی طرح بیمارستان بزرگ ۱۴۰۰ تختخوابی اصفهان و طرحهای بیمارستانی نائین، نجفآباد، گلپایگان، خوانسار و اردستان
- مدیرکل دفتر فنی استانداری چهارمحال و بختیاری و مسئول استانی راه‌اندازی فرودگاه بین‌المللی شهرکرد
- عضو شورای علمی و فناوری منطقة ویژه اقتصادی بندر انزلی[۱۸]